# プレミアータ・フォルネリア・マルコーニ

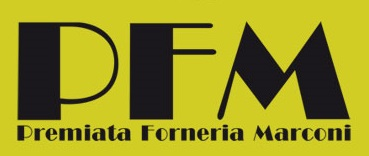
バンドのロゴ

プレミアータ・フォルネリア・マルコーニ（Premiata Forneria Marconi）は、1970年にイタリアで結成されたプログレッシブ・ロック・バンドである。
1973年にアルバム『幻の映像』を発表して国際デビューを果たしたのをきっかけに、P.F.M.或いはPFMという略称が併用されたが、母国イタリアでは引き続きフル・ネームを名乗った。

## 概歴

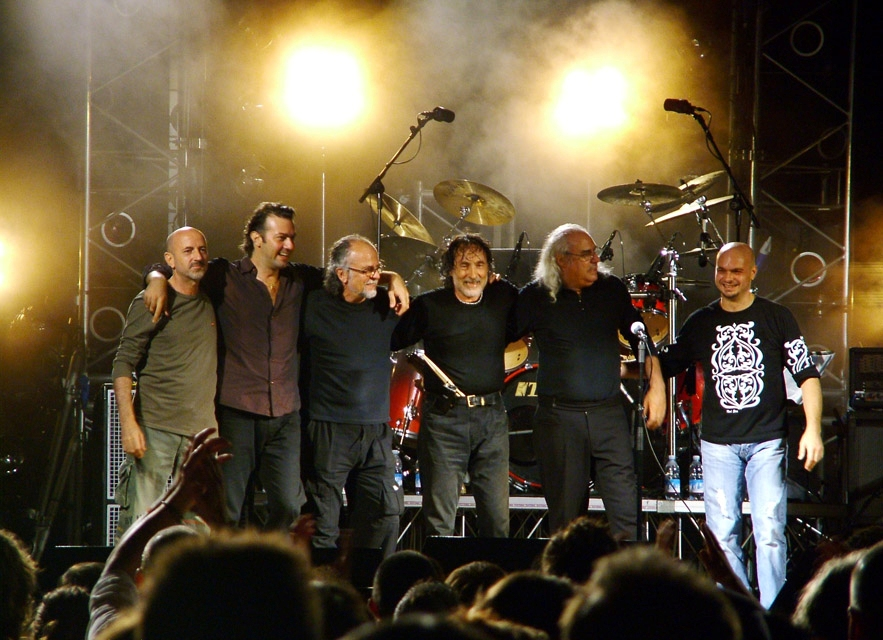
2007年のバンドメンバー

前身は1964年に結成されたクエッリ (I Quelli）というバンドである。彼等はイタリアのディスキ・リコルディ（Ricordi）から1965年にシングル盤でデビュー。ルーチョ・バッティスティ（Lucio Battisti）のレコーディングに参加した時、バッティスティからバンドを再編成するように助言され、確執のあったメンバーと袂を分かち、プレミアータ・フォルネリア・マルコーニとして1970年12月に再スタートした。
1971年にはイエスやディープ・パープル等のイタリア公演で前座を務めて国内の聴衆の認知度を高めていった。1972年3月、バッティスティのレーベルであるヌメロ・ウーノ（Numero Uno）からアルバム『幻想物語』でデビューして国内チャートで最高4位を記録した。同年暮れにはセカンド・アルバム『友よ』を発表した。
相前後してエマーソン・レイク・アンド・パーマー（ELP）のイタリア公演の前座として出演し、それがきっかけとなってグレッグ・レイクに注目されてイギリスに招かれ、ELPのマンティコア・レコードと契約を結んだ。同レコードに所属する作詞家のピート・シンフィールドを迎えて『友よ』を母体にした英語詞主体のアルバム『幻の映像』を制作し、シンフィールドの発案で略称"PFM"を併用し始めた。1973年3月にロンドンのABCフラム劇場でイギリスでのライブ・デビューを果たし、8月のレディングのロック・フェスティバルに出演して高い評価を得た。この時のラインナップはフラヴィオ・プレーモリ（キーボード、ボーカル）、フランツ・ディ・チョッチョ（ドラム、ボーカル）、ジョルジオ・ピアッツァ（ベース）、フランコ・ムッシーダ（ギター、ボーカル）、マウロ・パガーニ（バイオリン、フルート、ボーカル）の5人。9月にマンティコア・レコードから『幻の映像』を発表して国際デビューを果たした直後に、ベースがピアッツァからアレアに在籍していたヤン・パトリック・ジヴァスに交代した。
当時絶大な人気を誇ったELPが絶賛したヨーロッパのプログレッシブ・ロック・バンドとして、日本でもマスコミやプログレッシブ・ロック・ファンに大いに注目された。1975年11月にはボーカルのベルナルド・ランゼッティ（Bernardo Lanzetti）を加えた6人編成で初来日した。
その後、1976年のアルバム『チョコレート・キングス』発表後にパガーニが脱退するなど、グループの改編が続き、1977年の『ジェット・ラグ』を最後に歌詞を英語からイタリア語に戻すなどの変化が生じた。さらにメンバーチェンジを経て、2010年6月にはディ・チョッチョ、ムッシーダ、ジヴァスの3人が正式メンバーとして在籍。数度の休止を挟みつつも長年にわたる音楽活動を続けている。
近年、ファブリツィオ・デ・アンドレをトリビュートするライブを不定期で行なっており、その模様を収めたDVD『PFM Canta de Andre』、トリビュートCD『紀元2010年 - PFMとアンドレの新たな旅』も発表している。
2015年3月、ムッシーダが脱退を正式に表明した。

### 日本公演
- 1975年、東京（2回）、名古屋、大阪で計4回の公演を行った[10]。
- 2002年、2度目の日本公演。その模様は『ライブ・イン・ジャパン 2002』というCDとDVD[13]に収録された。
- 2006年にも来日。

- 2011年の来日では「プログレッシヴ・ロック・フェス」に出演[14]。
- 2014年にはデビュー40周年記念公演を開催[15]。

- 2018年、ビルボードライブに初登場。1月9日と10日に東京、11日に大阪で、チケット別の2部構成で計6回の公演を行った。

## メンバー

### 現メンバー

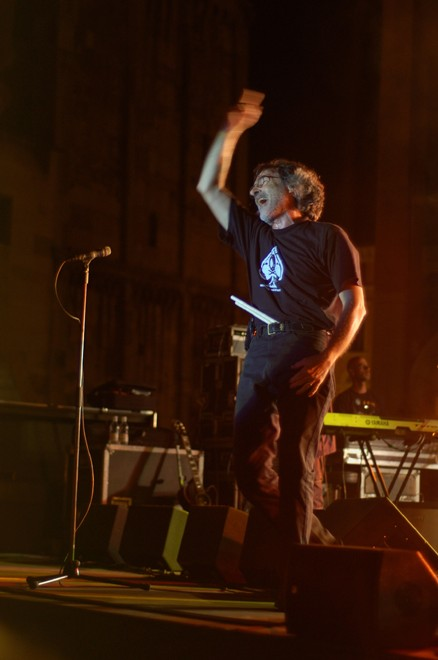
フランツ・ディ・チョッチョ(Vo/Ds) 2007年

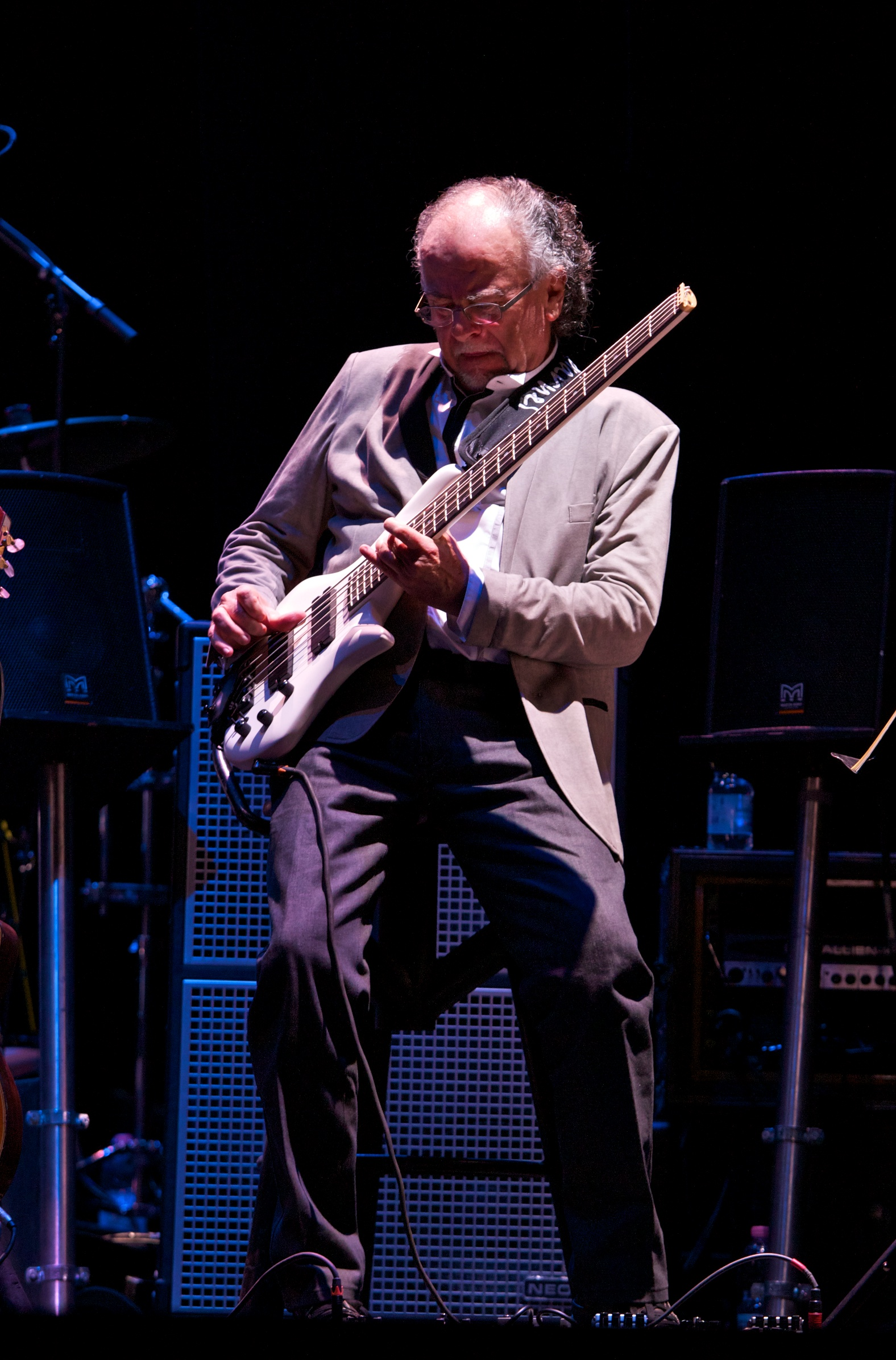
パトリック・ジヴァス(B) 2011年

- フランツ・ディ・チョッチョ (Franz Di Cioccio) - ボーカル、ドラムス (1970年- )
- パトリック・ジヴァス (Patrick Djivas) - ベース (1974年- )
- ルチオ・ファブリ (Lucio Fabbri) - ヴァイオリン (1979年-1987年、2002年- )
- マルコ・スフォーリ (Marco Sfogli) - ギター (2015年- )
- アレッサンドロ・スカリオーネ (Alessandro Scaglione) - キーボード (2012年- )
- ロベルト・グァルディ (Roberto Gualdi) - セカンド・ドラムス (1999年-2002年、2011年- )
- アルベルト・ブラヴィン (Alberto Bravin) - キーボード、ボーカル (2015年- )

### 旧メンバー
- フランコ・ムッシーダ (Franco Mussida) - ギター、ボーカル (1970年-2015年)
- フラヴィオ・プレーモリ (Flavio Premoli) - キーボード、ボーカル (1970年-1980年、1997年-2005年)
- マウロ・パガーニ (Mauro Pagani) - フルート、ヴァイオリン、ボーカル (1970年-1976年)
- ジョルジョ・ピアッツァ (Giorgio Piazza) - ベース (1970年-1974年)
- ベルナルド・ランゼッティ (Bernardo Lanzetti) - ボーカル (1975年-1977年)
- グレゴリー・ブロック (Gregory Bloch) - ヴァイオリン (1976年–1977年)
- ヴァルテル・カッローニ (Walter Calloni) - セカンド・ドラムス (1982年-1987年)
- ヴィットリオ・コズマ (Vittorio Cosma) - キーボード (1984年-1989年)
- ロベルト・コロンボ (Roberto Colombo) - キーボード (1979年)
- ステーファノ・タヴェルネーゼ (Stefano Tavernese) - ヴァイオリン (1997年-1999年)
- フィル・ドラミー (Phil Drummy) - ボーカル (1998年)
- ジャンルカ・タリアヴィーニ (Gianluca Tagliavini) - キーボード (2006年-2011年)
- ピエロ・モンテリージ (Piero Monterisi) - セカンド・ドラムス (2002年-2010年)

## ディスコグラフィ

### オリジナル・アルバム
- 『クエッリ』 - Quelli (1969年)※「クエッリ (I Quelli)」名義の作品。
- 『幻想物語』 - Storia di un minuto (1972年)※プレミアータ・フォルネリア・マルコーニ名義で発表。
- 『友よ』 - Per un amico (1972年)※プレミアータ・フォルネリア・マルコーニ名義で発表。
- 『幻の映像』 - Photos of Ghosts (1973年)※P.F.M.の名義を併用し始めた作品。
- 『甦る世界』 - L'isola di niente (1974年)
- 『甦る世界 (英語版)』 - The World Became the World (1974年)
- 『チョコレート・キングス』 - Chocolate Kings (1976年)
- 『ジェット・ラグ』 - Jet Lag (1977年)
- 『パスパルトゥ』 - Passpartù (1978年)
- 『スオナーレ・スオナーレ』 - Suonare suonare (1980年)
- 『コメ・ティ・ヴァ』 - Come ti va in riva alla città  (1981年)
- 『PFM? PFM!』 - PFM? PFM! (1984年)
- 『ミス・ベーカー』 - Miss Baker (1987年)
- 『ユリシーズ』 - Ulisse (1997年)
- 『セレンディピィティ』 - Serendipity (2000年)
- Dracula Opera Rock (2005年)
- Stati di immaginazione (2006年)
- 『紀元2010年 - PFMとアンドレの新たな旅』 - A.D. 2010 - La buona novella (2010年)
- 『イン・クラシック〜モーツアルトからの祭典』 - PFM in Classic - Da Mozart a Celebration (2012年)
- 『エモーショナル・タトゥーズ』 - Emotional Tattoos (2017年)
- 『私は電気羊の夢を見た』 - I Dreamed of Electric Sheep (2021年)

### ライブ・アルバム
- 『クック=ライヴ・レコーディング』 - Live in USA (1974年)
- Fabrizio De André in concerto - Arrangiamenti PFM (1979年)
- Fabrizio De André in concerto - Arrangiamenti PFM Vol. 2º (1980年)
- 『パフォーマンス』 - Performance (1982年)
- 『ライヴ・ヒストリー1971〜1981』 - 10 Anni Live - 1971-1981 (1996年)
- 『アブソルートリー・ライヴ1971〜1978』 - Absolutely live 1971-1978 (1996年)
- 『www.pfmpfm.it (il Best)』 - www.pfmpfm.it (il Best) (1998年)
- 『ライヴ・イン・ジャパン2002』 - Live in Japan 2002 (2003年)
- 『再会、そして劇的な邂逅…〜ライヴ・アット・シエナ2003・フィーチュアリング・マウロ・パガーニ』 - Piazza del Campo (2004年)
- 『アンドレの詩』 - PFM canta De André (2008年)
- 『ライヴ・イン・ローマ・フィーチュアリング・イアン・アンダーソン（ジェスロ・タル）』 - Live in Roma (2012年)
- 『セレブレイション・デイ〜ライヴ・アット・ローリング・ストーン・ミラノ2007』 - Celebration Day: 35th Anniversary Of PFM (2014年)
- 『ペイパー・チャームズ〜ザ・コンプリートBBCレコーディングス1974-1976』 - Paper Charms: The Complete BBC Recordings 1974-1976 (2014年)
- 『時の響園〜ライヴ・イン・ジャパン2014』 - Il Suono del Tempo (2015年)
- 『セレブレーション：ライヴ・イン・ノッティンガム 1976』 - Celebration Live In Nottingham 1976 (2019年)

### コンピレーション・アルバム
- PFM The Award-Winning Marconi Bakery (1976年)
- Prime impressioni (1976年)
- Celebration (1976年)
- Antologia (1977年)
- SuperStar Collection (1982年)
- L'album di... PFM (1988年)
- Il rock (1990年)
- I grandi del rock (1993年)
- PFM Story (1994年)
- A Celebration (1997年)
- Gli anni '70 (1998年)
- 『ピーシーズ・フロム・マンティコア〜ザ・ベスト・オブ・PFM〜』 - Pieces from Manticore (2000年)
- Golden Collection (2001年)
- 35...e un minuto (2007年)
- River of Life: The Manticore Years Anthology 1973-1977 (2010年)
- PFM Celebration 1972-2012 (2012年)

## 日本公演
- 1975年

11月23日 渋谷公会堂
11月25日 大阪厚生年金会館
11月28日 名古屋市公会堂
11月29日 中野サンプラザ
- 2002年

5月8日、9日 ブルーノート大阪
5月11日、12日 CLUB CITTA'
- 2006年

5月12日、13日、14日 CLUB CITTA'
- 2011年

8月28日 日比谷野外音楽堂
11月4日、6日、7日 CLUB CITTA'
- 2014年

5月30日 TOKYO DOME CITY HALL
5月31日 DUO MUSIC EXCHANGE
- 2018年

1月9日、10日 ビルボードライブ東京
1月11日 ビルボードライブ大阪